# Ross Ford
Ross William Ford (Edimburgo, 23 aprile 1984) è un ex rugbista a 15 britannico che giocava nel ruolo di tallonatore. Con 110 presenze è primatista nelle apparizioni con la maglia della Scozia; ha, inoltre, disputato un incontro con la casacca dei British Lions durante il loro tour del 2009.

## Biografia
Cresciuto negli Scottish Borders, dopo avere già vestito la maglia della nazionale scozzese a livello giovanile Ross Ford partecipò anche ai Giochi del Commonwealth di Manchester 2002 con la nazionale sevens. Iniziò la sua carriera professionistica unendosi nel 2003 ai Border Reivers, squadra nella quale militò fino allo scioglimento avvenuto nel 2007 per i tagli finanziari attuati dalla federazione scozzese. Inizialmente impiegato nel ruolo di terza linea ala, l'allenatore Tony Gilbert lo convinse a giocare in prima linea.
Il 6 novembre 2004 Ford collezionò la sua prima presenza con la Scozia durante la partita persa 31-14 contro l'Australia in occasione del tour europeo dei Wallabies.
Nel 2007 Ross Ford si trasferì all'Edimburgo, franchise con la quale milita attualmente nel Pro12.
Fu selezionato per disputare la Coppa del Mondo di rugby 2007 giocando da titolare nella nazionale scozzese. Chiamato in sostituzione dell'infortunato Jerry Flannery, il 4 luglio 2009 collezionò una presenza con i British and Irish Lions giocando nel terzo e ultimo test match del tour in Sudafrica che vide i britannici sconfiggere 28-9 gli Springbok. Divenuto oramai un titolare stabile della Scozia, due anni dopo Ford partecipò alla Coppa del Mondo di rugby 2011 disputata in Nuova Zelanda.
A livello di club raggiunse con l'Edimburgo la finale della Challenge Cup 2014-15 e fu l'autore dell'unica meta messa a segno contro gli sfidanti del Gloucester, che alla fine si imposero 19-13.